# Rue du Majou

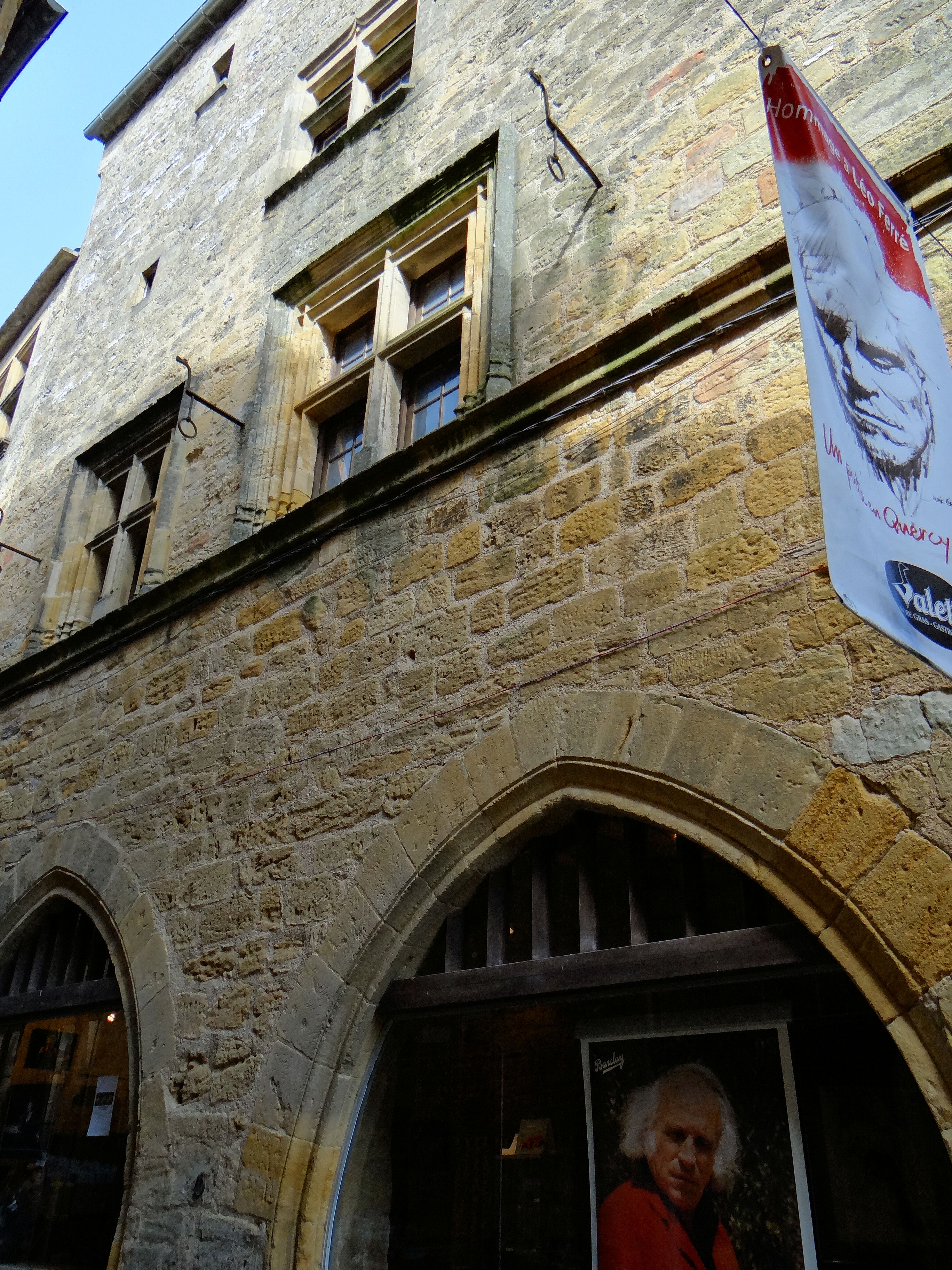
Het Maison du Sénéchal

De rue du Majou is een straat in de stad Gourdon in het Franse departement Lot. De straat loopt van de Place de l'Hôtel de Ville in het centrum van Gourdon zuidwestwaarts en heuvelafwaarts naar de Place de la Libération. Op deze plaats stond tot de 18e eeuw de Porte du Majou, een van de vier stadspoorten.
In de middeleeuwen vormde de straat het centrum van de wijk van de wevers en rijke ambachtslieden. Het Maison du Sénéchal in de rue du Majou herbergde oorspronkelijk winkels van lakenhandelaars. Later werd het de residentie van de koninklijke afgevaardigde in Gourdon.
Monumenten in de straat zijn het stadhuis, dat een zijgevel in de rue du Majou heeft, en het Maison du Sénéchal. Dit gotische huis met bouwelementen uit de 16e en 17e eeuw huisvest het Centre d'Interprétation de l'Architecture et du Patrimoine, een museum over de geschiedenis van de stad. Verder in de straat zijn er nog een oud vakwerkhuis en aan het einde van de straat de Chapelle Notre-Dame du Majou. Deze 16e-eeuwse mariakapel werd in de 19e eeuw herbouwd in neogotische stijl.
Pierre Pélissier, dichter en dovenonderwijzer uit Gourdon, werd in 1814 geboren in de rue du Majou.

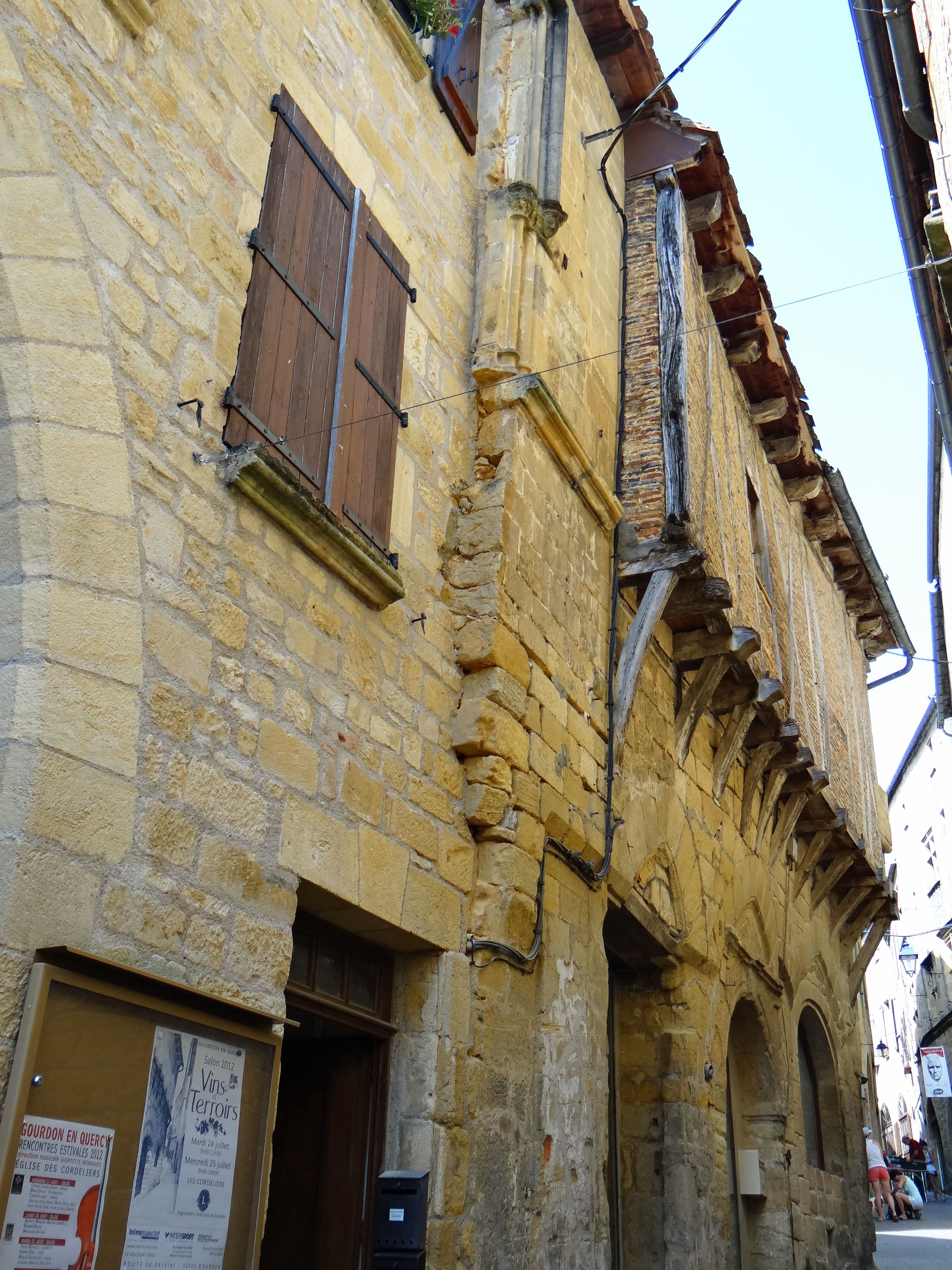
Huizen
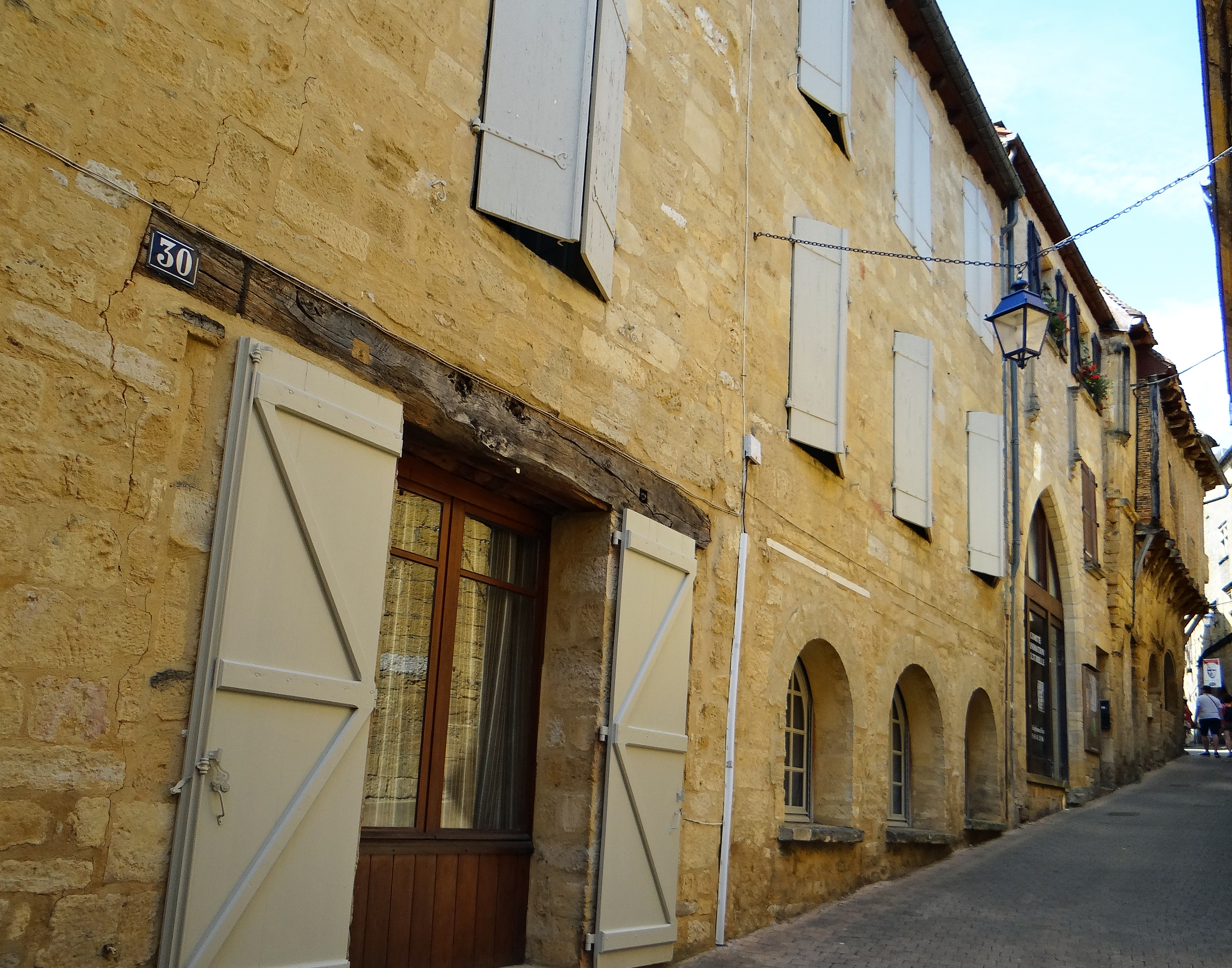
Huizen
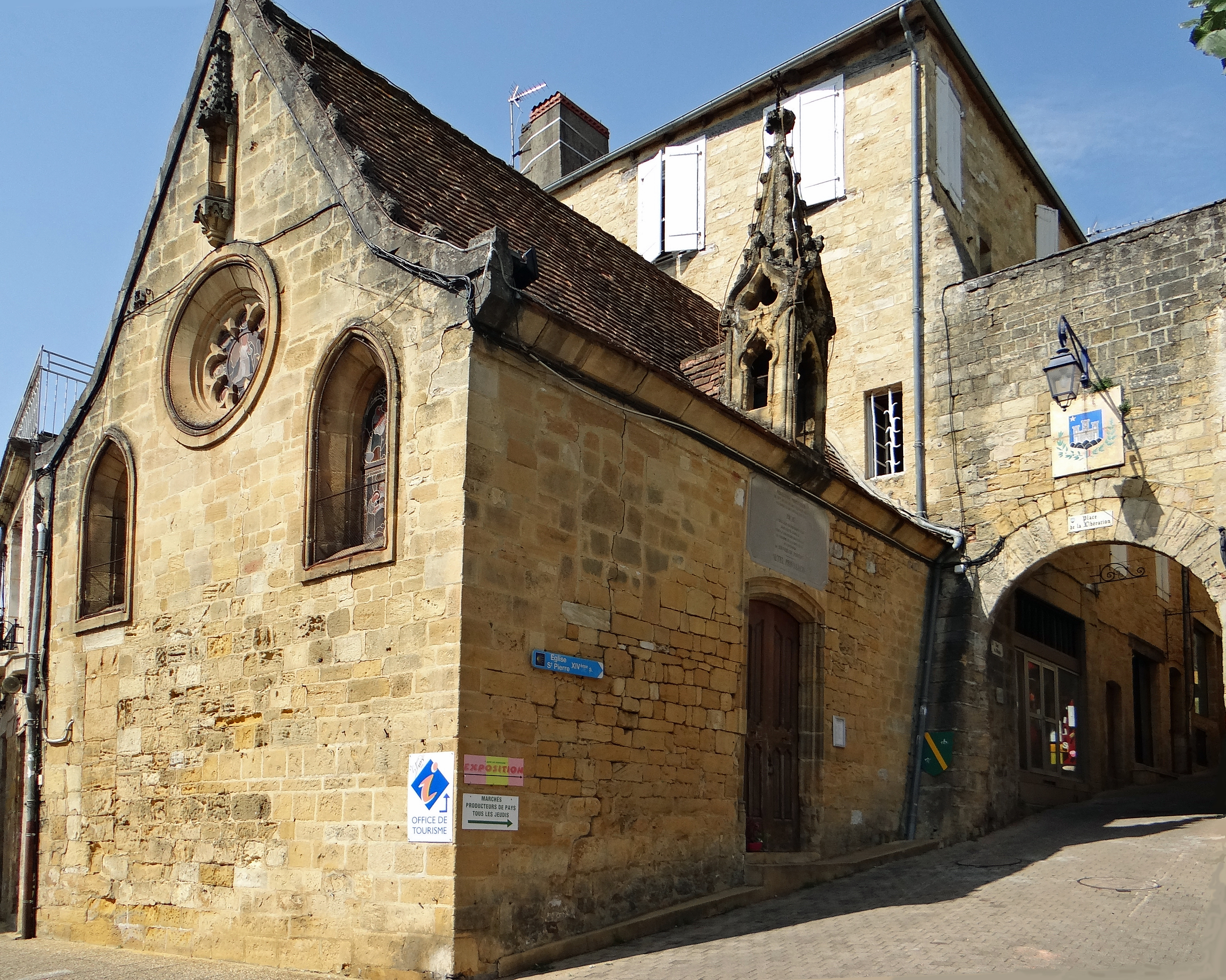
Chapelle Notre-Dame du Majou